# Седемнадесета македонска ударна бригада
Седемнадесета македонска ударна бригада е комунистическа партизанска единица във Вардарска Македония, участвала в така наречената Народоосвободителна войска на Македония.
Създадена е в кумановското село Желювино в началото на октомври 1944 година. В състава и влизат Кривопаланечкият и Кратовският териториален народоосвободителни партизански отряди и нови бойци от района на Куманово, Кратово, Свети Никола и Крива паланка. Бригадата действа по направлението Крива Паланка-Куманово и Скопие-Куманово срещу немските сили. От средата на октомври влиза в Състава на Кумановската дивизия на НОВЮ. На 11 ноември влиза в Куманово заедно с други партизански части. След изтеглянето на германците от Македония бригадата се заема с прочистване на района от силите на Бали Комбетар, начело със Сульо Отля, и четници от Скопска Църна гора, Прешевско и Гнилянско. През декември 1944 година настъпва реорганизация на частите на партизаните и бригадата преминава в състава на Четиридесет и първа македонска дивизия на НОВЮ.

## Състав[2]
- Станойко Спасевски – командир
- Ванчо Цветковски – политически комисар
- Илия Букорович – началник-щаб